# Bruce Cribb
Bruce Brian Hoani Cribb (ur. 27 czerwca 1946 w Palmerston North) – nowozelandzki żużlowiec, występujący również na długim torze i na lodzie.

## Życiorys
Złoty medalista indywidualnych mistrzostw Nowej Zelandii (1972). Wielokrotny reprezentant kraju w eliminacjach indywidualnych mistrzostw świata, jak również drużynowych mistrzostw świata, w tym złoty medalista tych rozgrywek z 1979 roku.
Startował w lidze brytyjskiej w barwach klubów z Poole (1965-1969), Exeter (1970-1972, 1986-1988), Cradley (1973-1978), Bristolu (1978), Wolverhampton (1979-1981), Oksfordu (1980), Birmingham (1981-1983), Berwick (1982-1985), Reading (1984, 1986), Bradford (1986) oraz King’s Lynn (1988).